# Lucas Bauer (Maler)
Lucas Bauer, auch Lukas Baur (* 17. Januar 1708 in Ehrenbreitstein bei Koblenz; † 28. Juni 1762 in Feldsberg, heute Tschechische Republik) war ein Maler in Mähren und Galeriedirektor des Fürsten Josef Wenzel von Liechtenstein.

## Leben
Bauer stammte aus Koblenz und war von 1728 bis 1733 ein Schüler der Wiener Akademie der bildenden Künste. Er wurde Hofmaler und Galeriedirektor von Josef Wenzel, Fürst von Liechtenstein und fertigte unter anderem 1756 die Bilder des Jakobus und des heiligen Kreuzes für den Seitenaltar für die Kirche von Lundenburg. Als weiteres Werk schuf er ein Gemälde des Ägidius für den Hochaltar der Kirche zu Hof, Kreis Olmütz, in Mähren sowie ein Bildnis der „Angst Christi“. Die Altarbilder Stigmatisierung des hl. Franciscus durch den Seraph in der Kirche zu Archlebov werden ihm ebenfalls zugeschrieben.
Laut dem Jahrbuch des Historischen Vereins für das Fürstentum Liechtenstein (2005) war Bauer bereits 1744 Hofmaler der Fürsten Josef Wenzel und Johann Nepomuk Karl von Liechtenstein sowie Inspektor oder Direktor der fürstlichen Gemäldegalerie in Wien. Er ist 1762 im Alter von 55 Jahren verstorben.

## Familie
Bauer lebte in Feldsberg und war mit Theresia Ehrnfridin von Ehrnthall verheiratet, mit der er sieben Kinder hatte:
- Maria Anna Dorothea Bauer (* 29. Dezember 1750 in Feldsberg; † 1768 bei den Elisabethinen in Wien)
- Antonius Lucas Bauer (* 16. April 1753 in Feldsberg; † 21. Mai 1753 in Feldsberg)
- Johann Anton Bauer (* 27. Juni 1754 in Feldsberg; † 14. März 1834 in Feldsberg) trat in den Dienst des Fürsten von Liechtenstein ein und stieg bis zum Rentmeister auf
- Joseph Anton Bauer (* 5. März 1756 in Feldsberg; † 14. November 1831 in Wien)
- Franz Andreas Bauer (* 14. März 1758 in Feldsberg; † 11. Dezember 1840 in London, Kew. England)
- Ferdinand Lucas Bauer (* 20. Jänner 1760 in Feldsberg; † 17. März 1826 in Wien)
- Carolus Bauer (* 10. März 1762 in Feldsberg; † 17. März 1762 in Feldsberg)

Drei der Söhne wurden Maler. Der älteste (Antonius) und der jüngste Sohn (Carolus) starben bereits im Kindbett.